# Chris Woods (Saxophonist)
Chris Woods (* 25. Dezember 1925 in Memphis, Tennessee; † 4. Juli 1985 in New York) war ein US-amerikanischer Saxophonist (Bariton- und Altsaxophon) und Flötist des Swing, Rhythm & Blues und Modern Jazz.
Chris Woods arbeitete zunächst in seiner Heimatstadt Memphis, dann in St. Louis, wo er im Jeter-Pillars Orchestra tätig war. Mit diesem Swing-Orchester spielte er 1952 sein erstes Album, Somebody Done Stole my Blues, ein. 1962 zog Woods nach New York City, wo er als Begleitmusiker für Sy Oliver, Dizzy Gillespie und Ted Curson arbeitete. Ende der 1960er Jahre nahm er an den Aufnahmen zu der Jazzoper Escalator over the Hill teil. 1974 spielte er in der Band von Clark Terry, mit dessen Bigband er auch bei mehreren Aufnahmen als Solist auf Altsaxophon und Flöte zu hören ist.
Mitte der 1970er Jahre spielte er in Europa unter eigenem Namen eine Reihe von Alben ein, 1978 nahm er mit Chicagoer Musiker wie dem Pianisten Jim McNeely und dem Trompeter Greg Bobulinski das Album Modus Operandi für das Label Delmark Records auf. Anschließend gehörte er von 1983 bis zu seinem Tod der Band von Count Basie an.